# بيني برودهيرست
بيني برودهيرست (بالإنجليزية: Penny Broadhurst)‏ هي مغنية بريطانية، ولدت في 21 أكتوبر 1980.